# Валкід
Валкід (рум. Valchid) — село у повіті Сібіу в Румунії. Входить до складу комуни Хогілаг.
Село розташоване на відстані 226 км на північний захід від Бухареста, 54 км на північний схід від Сібіу, 101 км на південний схід від Клуж-Напоки, 97 км на північний захід від Брашова.

## Населення
За даними перепису населення 2002 року у селі проживали 684 особи.
Національний склад населення села:
| Національність | Кількість осіб | Відсоток |
| -------------- | -------------- | -------- |
| румуни         | 622            | 90,9%    |
| угорці         | 31             | 4,5%     |
| цигани         | 20             | 2,9%     |

Рідною мовою назвали:
| Мова      | Кількість осіб | Відсоток |
| --------- | -------------- | -------- |
| румунська | 642            | 93,9%    |
| угорська  | 31             | 4,5%     |